# Star! Scandinavia
Star! Scandinavia er en TV-kanal dedikeret til underholdning. Kanalen er tilgængelig i det meste af Nordeuropa. Kanalen er formet efter Star! (en canadisk underholdningskanal) og er finansieret af CHUM Limited. Star! Scandinavia's sendeplade er et mixs af flere CHUM Limiteds tv-kanaler som Star! Canada, FashionTelevisionChannel, MuchMoreMusic og andre. Programmerne afbrydes ikke af reklamer som i stedet vises mellem programmene. Kanalens operatør er NonStop Television som også er operatør for Showtime Scandinavia og Silver Scandinavia. Nogle seere vil have Showtime og Star! på samme kanal med Star! om dagen og Showtime om aftenen/natten.

## Eksterne henvisning
- Officiel hjemmeside Arkiveret 30. august 2005 hos  Wayback Machine

| Fjernsyn | Spire Denne artikel om en tv-kanal er en spire som bør udbygges. Du er velkommen til at hjælpe Wikipedia ved at udvide den. |